# Compact hóa
Trong toán học và lý thuyết topo, compact hóa (phiên âm: compắc hóa, tiếng Anh: compactification) là một quá trình biến một không gian topo thông thường thành một không gian compact. Không gian compact hay tập compact có những tính chất hữu ích như:
- Tập compact thì đóng và bị chặn trong không gian mêtric.
- Với mọi dãy có dãy con hội tụ trong một tập compact của không gian mêtric.
- Các hàm liên tục trên không gian compact thì tồn tại giá trị lớn nhất và nhỏ nhất.

Một phương pháp thông dụng để compact hóa một không gian topo là "compact hóa một điểm" (one-point compactification) với định lý Alexandroff và tính chất compact địa phương.

## Định nghĩa[2]
Một compact hóa của {\displaystyle X} là một không gian compact {\displaystyle Y} sao cho {\displaystyle X} đồng phôi với một không gian con trù mật của {\displaystyle Y}.
Ví dụ:
- Tập compact hóa của tập {\displaystyle X=(0,1)} là {\displaystyle Y=[0,1]}.
- Tập compact hóa của tập {\displaystyle A=\left\{(x,y)\in \mathbb {R} ^{2}:x^{2}+y^{2}<1\right\}} là {\displaystyle S^{2}=\left\{(x,y,z)\in \mathbb {R} ^{3}:x^{2}+y^{2}+z^{2}=1\right\}}.

## Compact hóa một điểm

Compact hóa một điểm của khoảng mở và đường thẳng thực thì đồng phôi với. Compact hóa một điểm của một đĩa mở trong thì đồng phôi với mặt cầu.

Trong một vài trường hợp nhất định, ta có thể compact hóa một không gian không compact bằng việc thêm vào đó một điểm. Khi đó, ta gọi đó là compact hóa một điểm.
Ví dụ:
- Một tập compact hóa một điểm của tập {\displaystyle X=[0,1)} là {\displaystyle [0,1]}.
- Một tập compact hóa một điểm của tập {\displaystyle X=(0,1)} là {\displaystyle S^{1}=\left\{(x,y)\in \mathbb {R} ^{2}:x^{2}+y^{2}=1\right\}}

### Compact hóa một điểmAlexandroff
Cho {\displaystyle X} là một không gian mà {\displaystyle \infty \notin X}. Gọi {\displaystyle X^{\infty }=X\cup \left\{\infty \right\}}, xác định một topo trên {\displaystyle X^{\infty }=X\cup \left\{\infty \right\}} như sau:
Một tập mở trong {\displaystyle X^{\infty }=X\cup \left\{\infty \right\}}:
- là một tập con mở của {\displaystyle X},
- là {\displaystyle {X^{\infty }}\backslash {C}}, với {\displaystyle C} là một tập con đóng, compact của {\displaystyle X}.

Với topo này, {\displaystyle X^{\infty }=X\cup \left\{\infty \right\}} là compact và chứa {\displaystyle X} như một không gian con. Nếu {\displaystyle X} không compact thì {\displaystyle X} trù mật trong {\displaystyle X^{\infty }=X\cup \left\{\infty \right\}} và {\displaystyle X^{\infty }=X\cup \left\{\infty \right\}} được gọi là compact hóa Alexandroff của {\displaystyle X}.
Ví dụ:
- Compact hóa Alexandroff của {\displaystyle \mathbb {R} ^{n}} là {\displaystyle S^{n}}.
- Compact hóa Alexandroff của {\displaystyle \displaystyle {\bigcup _{i=1}^{n}{(i,i+{\frac {1}{2}})}}} là {\displaystyle n} đường tròn tiếp xúc với nhau tại một điểm.[3]

### Tính chất liên quan
- {\displaystyle X^{\infty }} là không gian {\displaystyle T_{1}} nếu {\displaystyle X} là {\displaystyle T_{1}}.
- {\displaystyle X^{\infty }} là không gian Hausdorff nếu {\displaystyle X} là Hausdorff và compact địa phương.
- Nếu {\displaystyle X} đồng phôi với {\displaystyle Y} thì không gian Hausdorff compact hóa Alexandroff của {\displaystyle X} sẽ đồng phôi với không gian Hausdorff compact hóa Alexandroff của {\displaystyle Y}. ({\displaystyle X\approx Y\Longrightarrow X^{\infty }\approx Y^{\infty }})

## Compact hóa Stone - Cech
Như đã nói, với topo thông thường, compact hóa Alexandroff của {\displaystyle (0,1]} là {\displaystyle [0,1]}. Tuy nhiên, với một hàm {\displaystyle f} cho bởi {\displaystyle f(x)=\sin {\frac {1}{x}}} (Topologist's sine curve) là một hàm bị chặn và liên tục trên {\displaystyle (0,1]} nhưng hoàn toàn không thể được mở rộng liên tục vào {\displaystyle [0,1]}. Như vậy, với trường hợp này, compact hóa Alexandroff chưa bảo đảm tính liên tục của một hàm trên không gian compact hóa.
Khi đó, phương pháp compact hóa Stone-Čech sau đây sẽ giải quyết được vấn đề nêu trên.
Compact hóa Stone-Čech lần đầu xuất hiện trong một bài báo của Tychonoff (năm 1930) và sau đó được nói đến rõ ràng bởi Marshall Stone (năm 1937) và Eduard Čech (năm 1937).

### Định nghĩa
Cho {\displaystyle X} là một không gian topo, ký hiệu {\displaystyle C(X)} là tập các hàm liên tục bị chặn từ {\displaystyle X} vào {\displaystyle \mathbb {R} }. Xét hàm sau
Nếu {\displaystyle X} là chính tắc đầy đủ thì {\displaystyle \Phi :X\to \Phi (X)} là một đồng phôi, nghĩa là {\displaystyle \Phi } là một phép nhúng. Trong trường hợp này, vì {\displaystyle \displaystyle {\prod _{f\in C(X)}[\inf f,\sup f]}} compact nên không gian con {\displaystyle {\overline {\Phi (X)}}} là compact. Khi đó, {\displaystyle {\overline {\Phi (X)}}} được gọi là compact hóa Stone - Cech của {\displaystyle X}. Hơn nữa, nó là một không gian Hausdorff.

### Tính chất liên quan[4]
- Cho {\displaystyle Y} là một không gian compact Hausdorff thì với mỗi hàm {\displaystyle f:X\to Y} liên tục, thì tồn tại duy nhất một hàm mở rộng liên tục {\displaystyle g} của {\displaystyle f} mà {\displaystyle g:{\overline {\Phi (X)}}\to Y}.
- {\displaystyle {\overline {\Phi (X)}}} liên thông khi và chỉ khi {\displaystyle X} là liên thông.
- {\displaystyle X} mở trong {\displaystyle {\overline {\Phi (X)}}} khi và chỉ khi {\displaystyle X} là một không gian compact địa phương.